# 艾德蒙
艾德蒙海外股份有限公司是家跨国投资公司，总部设于台湾新北市，1990年投资冠捷科技（2019年成为中國電子全资子公司之后在中华人民共和国A股上市）。它设计与生产全系列的液晶电视与包括旧款计算机用CRT显示器在内的计算机显示器，以AOC品牌之称在全球销售。1997年经济部批准拆除原厂房投资改建为远东世纪广场。